# Флаг Спокана
Флаг Спокана — официальный символ города Спокана, штат Вашингтон, США. Представляет собой солнце в кантоне на бело-зелёном поле, разделённом стилизованной синей рекой. Флаг был принят в 2021 году и стал четвёртым по счету флагом, используемым городским правительством.
Первый городской флаг Спокана — тёмно-синее полотнище с белой полосой — был принят в 1912 году после публичного конкурса, в котором приняли участие более 500 проектов. В 1958 году его заменили на новый сиреневый флаг, разработанный местным бизнесменом. Третий флаг был принят в октябре 1975 года, вскоре после того, как Спокан принял Всемирную выставку 1974 года и был назван Всеамериканским городом. Его дизайн включал простое чёрное кольцо и две полосы шартрезово-зелёного и аквамаринового цветов, идущие по диагонали через белое поле. Третий флаг использовался редко и был заменён в 2021 году после публичного конкурса и голосования под надзором назначенной городом комиссии по флагу.

## Дизайн
Флаг Спокана представляет собой разделённое поле белого и зеленого цветов, причём последний символизирует землю, разделённое серией синих линий, которые отсылают к реке Спокан и водопадам Спокан .  Стилизованное жёлтое солнце, расположенное в кантоне, символизирует название города, изначально sp̓q̓n̓iʔ на языке Калиспел (что означает «солнце»), и коренной народ спокан .   Флаг был разработан графическим дизайнером Дереком Ландерсом, изначально для конкурса 2019 года, организованного газетой Inlander, и не включал в себя видимые ориентиры из-за его личных предпочтений к простому и универсальному дизайну. 